# Lilian Simpson

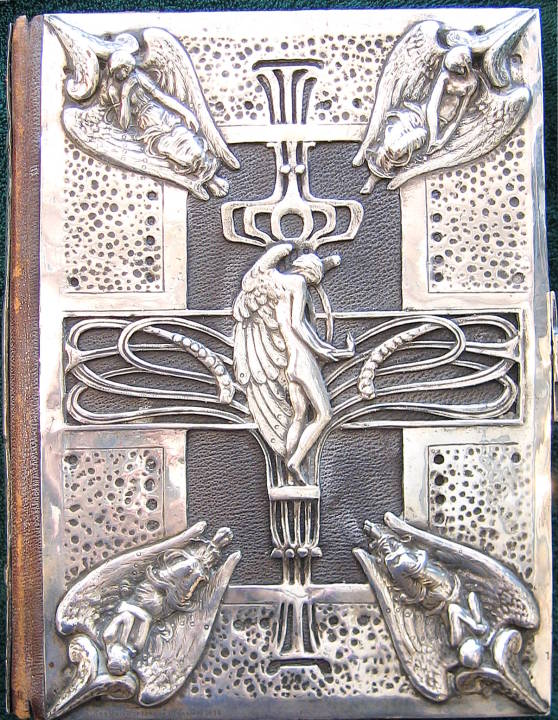
Galvanoplastischer Bucheinband (1896) von Lilian Simpson, Vorderseite

Lilian Simpson (* um 1871 in Großbritannien; † 1897 in Italien) war eine britische Bildhauerin und Buchkünstlerin. Sie gehörte der Arts-and-Crafts-Bewegung an.

## Leben
Lilian Simpson studierte in den 1890er Jahren an der National Art Training School (NATS) in London. Diese ging im Jahr 1896 in das Royal College of Art über. Dort wurde sie von dem renommierten Bildhauer Édouard Lantéri unterrichtet. Zu ihren Kommilitoninnen zählten Margaret Giles, Ruby Levick, Esther Mary Moore, Florence Harriet Steele und Lucy Gwendolen Williams.
Im Jahr 1894 gewann sie eine Goldmedaille und ein Reisestipendium im National Art Competition für einen silbernen Buchdeckel im Flachrelief. Während ihrer Studienzeit stellte sie zwei Werke, darunter eine Bronzeschatulle, in der Royal Academy in London aus und nahm an Ausstellungen der Arts and Crafts Exhibition Society teil. 1896 und 1897 wurden ihre Arbeiten auch in Ausstellungen in Leeds und Liverpool gezeigt. Im Jahr 1897 reiste Lilian Simpson mit dem Reisestipendium nach Italien, um dort zu studieren. Sie erkrankte dort an Typhus und starb noch im selben Jahr im Alter von 26 Jahren.

## Werk

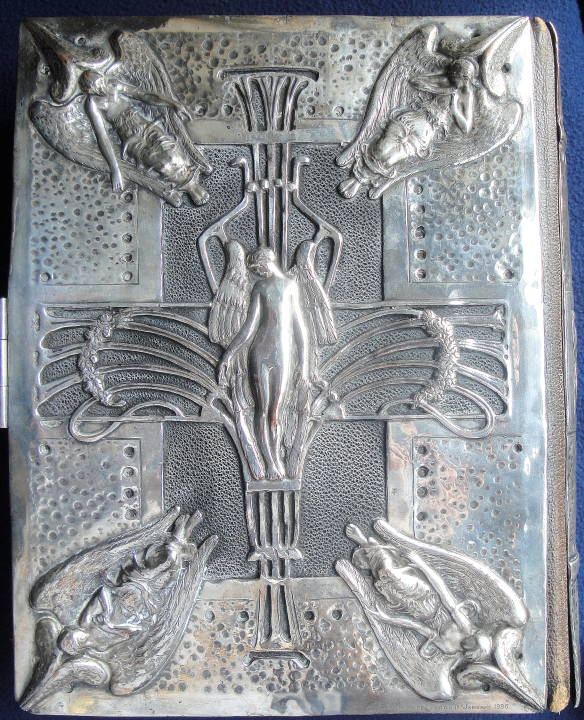
Galvanoplastischer Bucheinband (1896) von Lilian Simpson, Rückseite

Die Arbeiten von Lilian Simpson zeichnen sich durch symbolistische und allegorische Motive aus, die häufig im Stil der Arts-and-Crafts-Bewegung gestaltet sind. Ihr bekanntestes Werk ist ein im Jahr 1896 entworfener silberner Buchdeckel. Das Design zeigt die zentrale Figur der Liebe, umgeben von geflügelten Engeln in den Ecken, und ist mit floralen Motiven verziert. Dieses Werk wurde 1896 von der Art Union of London in Auftrag gegeben und an ihre Mitglieder verteilt. Ein Exemplar befindet sich heute in der British Library.
Ein weiteres bemerkenswertes Werk ist eine symbolistische Silberschatulle, die durch ihre kunstvolle Gestaltung und ihr hohes handwerkliches Niveau besticht.